# Пармар, Капил
Капил Пармар (род. 23 июня 2000 года) — индийский парадзюдоист. Бронзовый призёр летних Паралимпийских игр 2024 года в Париже.

## Биография
5 сентября 2024 года принял участие на летних Паралимпийских играх 2024 в Париже в весовой категории до 60 кг (класс J1). В четвертьфинале победил венесуэльского дзюдоиста Маркоса Денниса Бланко. В полуфинале проиграл иранцу Мейсаму Банитабе. В матче за третье место победил бразильца Элиэлтона де Оливейру и завоевал бронзовую медаль Паралимпиады-2024. Его медаль стала первой по паралимпийскому дзюдо в истории участия Индии на Паралимпийских играх.

## Спортивные результаты
| Год  | Турнир                          | Место проведения | Категория    | Место |
| ---- | ------------------------------- | ---------------- | ------------ | ----- |
| 2022 | Чемпионат мира                  | Баку             | до 60 кг, J1 | 17    |
| 2023 | Азиатские Параигры              | Ханчжоу          | до 60 кг, J1 | 2     |
| 2024 | Летние Паралимпийские игры 2024 | Париж            | до 60 кг, J1 | 3     |